# Amerikanske Jomfruøer ved OL
De Amerikanske Jomfruøer deltog i olympiske lege første gang under sommer-OL 1968 og har siden deltaget i alle sommerlege undtaget 1980 i Moskva, som nationen boykottede. De Amerikanske Jomfruøer har deltaget i samlet set syv vinterlege med første deltagelse i 1984 i Sarajevo. De Amerikanske Jomfruøers hidtil eneste medalje blev vundet af Peter Holmberg i sejlsport (finnjolle) under sommer-OL 1988 i Seoul.

## Medaljeoversigt
| Amerikanske Jomfruøers medaljer under de olympiske sommerlege | Amerikanske Jomfruøers medaljer under de olympiske sommerlege | Amerikanske Jomfruøers medaljer under de olympiske sommerlege | Amerikanske Jomfruøers medaljer under de olympiske sommerlege | Amerikanske Jomfruøers medaljer under de olympiske sommerlege | Amerikanske Jomfruøers medaljer under de olympiske sommerlege |                     | Amerikanske Jomfruøers medaljer under de olympiske vinterlege | Amerikanske Jomfruøers medaljer under de olympiske vinterlege | Amerikanske Jomfruøers medaljer under de olympiske vinterlege | Amerikanske Jomfruøers medaljer under de olympiske vinterlege | Amerikanske Jomfruøers medaljer under de olympiske vinterlege | Amerikanske Jomfruøers medaljer under de olympiske vinterlege |
| Lege                                                          | Guld                                                          | Sølv                                                          | Bronze                                                        | Totalt                                                        | Rang                                                          | Lege                | Guld                                                          | Sølv                                                          | Bronze                                                        | Totalt                                                        | Rang                                                          |                                                               |
| 1968 Mexico by                                                | 0                                                             | 0                                                             | 0                                                             | 0                                                             | –                                                             | 1968 Grenoble       | Deltog ikke                                                   | Deltog ikke                                                   | Deltog ikke                                                   | Deltog ikke                                                   | Deltog ikke                                                   |                                                               |
| 1972 München                                                  | 0                                                             | 0                                                             | 0                                                             | 0                                                             | –                                                             | 1972 Sapporo        | Deltog ikke                                                   | Deltog ikke                                                   | Deltog ikke                                                   | Deltog ikke                                                   | Deltog ikke                                                   |                                                               |
| 1976 Montréal                                                 | 0                                                             | 0                                                             | 0                                                             | 0                                                             | –                                                             | 1976 Innsbruck      | Deltog ikke                                                   | Deltog ikke                                                   | Deltog ikke                                                   | Deltog ikke                                                   | Deltog ikke                                                   |                                                               |
| 1980 Moskva                                                   | Deltog ikke                                                   | Deltog ikke                                                   | Deltog ikke                                                   | Deltog ikke                                                   | Deltog ikke                                                   | 1980 Lake Placid    | Deltog ikke                                                   | Deltog ikke                                                   | Deltog ikke                                                   | Deltog ikke                                                   | Deltog ikke                                                   |                                                               |
| 1984 Los Angeles                                              | 0                                                             | 0                                                             | 0                                                             | 0                                                             | –                                                             | 1984 Sarajevo       | 0                                                             | 0                                                             | 0                                                             | 0                                                             | –                                                             |                                                               |
| 1988 Seoul                                                    | 0                                                             | 1                                                             | 0                                                             | 1                                                             | 36                                                            | 1988 Calgary        | 0                                                             | 0                                                             | 0                                                             | 0                                                             | –                                                             |                                                               |
| 1992 Barcelona                                                | 0                                                             | 0                                                             | 0                                                             | 0                                                             | –                                                             | 1992 Albertville    | 0                                                             | 0                                                             | 0                                                             | 0                                                             | –                                                             |                                                               |
| 1996 Atlanta                                                  | 0                                                             | 0                                                             | 0                                                             | 0                                                             | –                                                             | 1994 Lillehammer    | 0                                                             | 0                                                             | 0                                                             | 0                                                             | –                                                             |                                                               |
| 2000 Sydney                                                   | 0                                                             | 0                                                             | 0                                                             | 0                                                             | –                                                             | 1998 Nagano         | 0                                                             | 0                                                             | 0                                                             | 0                                                             | –                                                             |                                                               |
| 2004 Athen                                                    | 0                                                             | 0                                                             | 0                                                             | 0                                                             | –                                                             | 2002 Salt Lake City | 0                                                             | 0                                                             | 0                                                             | 0                                                             | –                                                             |                                                               |
| 2008 Beijing                                                  | 0                                                             | 0                                                             | 0                                                             | 0                                                             | –                                                             | 2006 Torino         | en tilmeldt - trak sig grundet skade                          | en tilmeldt - trak sig grundet skade                          | en tilmeldt - trak sig grundet skade                          | en tilmeldt - trak sig grundet skade                          | en tilmeldt - trak sig grundet skade                          |                                                               |
| 2012 London                                                   | 0                                                             | 0                                                             | 0                                                             | 0                                                             | –                                                             | 2010 Vancouver      | Deltog ikke                                                   | Deltog ikke                                                   | Deltog ikke                                                   | Deltog ikke                                                   | Deltog ikke                                                   |                                                               |
| 2016 Rio de Janeiro                                           | 0                                                             | 0                                                             | 0                                                             | 0                                                             | -                                                             | 2014 Sotji          | 0                                                             | 0                                                             | 0                                                             | 0                                                             | –                                                             |                                                               |
| 2020 Tokyo                                                    |                                                               |                                                               |                                                               |                                                               |                                                               | 2018 Pyeongchang    | Deltog ikke                                                   | Deltog ikke                                                   | Deltog ikke                                                   | Deltog ikke                                                   | Deltog ikke                                                   |                                                               |
| Totalt                                                        | 0                                                             | 1                                                             | 0                                                             | 1                                                             |                                                               | Totalt              | 0                                                             | 0                                                             | 0                                                             | 0                                                             |                                                               |                                                               |